# Éléments français au Sénégal
Les Éléments français au Sénégal (EFS) sont la présence permanente des Forces armées françaises au Sénégal, implantées à Dakar. Ils constituent un « pôle opérationnel de coopération à vocation régionale » qui assure notamment la formation des soldats des pays de la région. Les EFS disposent néanmoins de la capacité d’accueillir, de soutenir voire de commander une force projetée.

## Historique
Les Éléments français au Sénégal sont créés le 1er août 2011, en remplacement des Forces françaises du Cap-Vert, à la suite de la signature d'un traité entre le Sénégal et la France.
Le 7 mars 2025, La France restitue deux installations utilisées par l’armée française au Sénégal, les premières transférées dans le cadre, de son retrait militaire du Sénégal, où elle était présente depuis 1960. Le retrait total doit être terminé en septembre. 
Le 1er juillet 2025, l'Ambassade de France au Sénégal annonce que la France rétrocède la station d'émission interarmées de Rufisque qui était chargée, depuis 1960, « des communications sur la façade atlantique sud ». Cette rétrocession, qui s’est faite par une signature, est la quatrième remise,. La rétrocession des dernières infrastructures militaires françaises au Sénégal, l'aéroport et le camp Geille situés à Ouakam ainsi que quatre villas situées à Plateau, est organisé le 17 juillet 2025 lors d’une cérémonie militaire,.

## Dispositif
Le commandement des éléments français au Sénégal (COMELEF) et de la base de défense des EFS est exercé par un officier général de l’armée de terre française qui relève directement du chef d’état-major des armées. Il veille, en coordination avec la mission diplomatique française au Sénégal à l’application des accords de coopération et mène les actions de coopération, par le biais des détachements d’instruction opérationnelle (DIO), auprès des pays voisins.
Les EFS sont implantés au quartier « colonel Frédéric Geille », et au quartier « contre-amiral Protet » (arsenal). Ils disposent également de trois emprises avec :
- une escale aéronautique à l’aéroport militaire de Dakar-Senghor,
- une emprise au parc de Hann à proximité de Dakar dans le cadre du dispositif RECAMP (Renforcement des capacités africaines de maintien de la paix),
- une station d’émission de la DIRISI (Direction interarmées des réseaux d'infrastructure et des systèmes d'information) à Rufisque.

Les éléments français au Sénégal sont essentiellement constitués de personnels en mission longue durée sur le territoire. Au total, ils représentent début 2014, un effectif de 350 militaires, dont environ 260 permanents

### Ancienne base aérienne

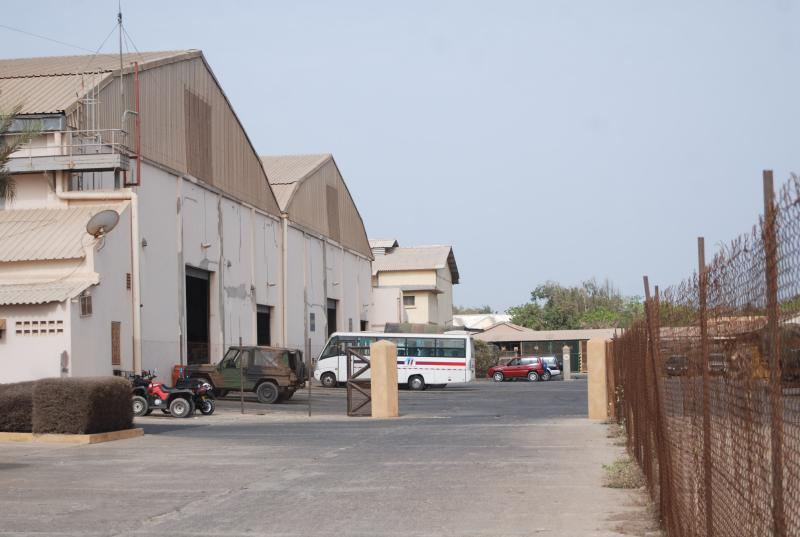
Infrastructures de la base de Ouakam

La base aérienne 160 Dakar-Ouakam Colonel Frédéric Geille est située dans la partie militaire au sud de l'aéroport international de Dakar-Léopold Sédar Senghor dans la commune de Ouakam, Dakar, au Sénégal. Elle est fermée depuis le 31 juillet 2011.

## Missions accomplies par les Éléments français au Sénégal
- Opération Serval
- Opération Barkhane